# Incidence (revue)
Pour les articles homonymes, voir Incidence.
Incidence est une revue semestrielle francophone de philosophie, littérature, sciences humaines et sociales, fondée en 2005 à Paris.

## Politique éditoriale
Incidence est une revue proposant à chaque numéro un recentrement autour d'un corpus de texte d'un auteur de référence, tout en décryptant les incidences contemporaines de l'œuvre. Chaque contribution originale commente l'actualité de cette pensée, la prolonge et en propose des perspectives critiques. « Le degré d’incidence de cette pensée se mesurant dans la rencontre d’intérêts, d’interrogations qu’elle réussit à créer autour d’elle. »
La revue entretient des liens privilégiés avec de nombreux chercheurs, psychanalystes et écrivains. 

### Sélection d'auteurs
On compte parmi les contributeurs des récents numéros : Mauro Basaure, Gildas Salmon, Emmanuel Gripay, Ferhat Taylan, John Forrester, Judith Butler ou encore Bertrand Ogilvi.

### Rédaction
- Direction de la publication : Cécile Gribomont et Bernard Condominas
- Responsable de la publication : Jean-Marc Proslier
- Comité de rédaction : Alfred Adler, Mauro Basaure, Frédéric Brahami, Marcello Carastro, James-Patrick Daughton, Stéphan Dugast, John Farhat, Viviane Fischer, Frédéric Joulian, Bruno Karsenti, Patrick Lacoste, Valéry Laurand, Danouta Liberski-Bagnoud, Enric Porqueres i Géné, Jean-Marc Proslier, Laurence Rouzaud, Jérôme Wilgaux